# 1999年澳門特別行政區行政長官選舉
1999年澳門特別行政區行政長官選舉于1999年5月15日舉行，何厚鏵以超過選舉委員會全體委員半數的163票當選，成為第一任行政長官，得票率達82.74%。是次選舉亦是澳門主權移交以來唯一一次有競爭者的特首選舉。

## 背景
1999年5月15日，澳门特别行政区第一届政府推选委员会第三次全體會議于澳門旅游活動中心舉行，一百九十九個推選委員會委員以間接選舉不记名投票方式投票。

## 投票当日
5月15號，澳门特别行政区第一届政府推选委员会秘書長陳滋英對選舉事項做了說明之後，上午10：40開始投票，11：05結束投票。

## 结果
监票人收回199张选票，同發出的選票數目一樣，選舉是有效的。何厚鏵得到到163張选票，區宗杰得到三十四張选票，棄權票兩張。之後由錢其琛宣布，何厚鏵胜出当选澳門第一任行政長官。之後會由选举委员会報請中央人民政府任命。

## 後續

### 候任特首
大會結束之後，何厚鏵舉行了記者招待會。他首先向推選委員、全澳门市民、朋友同事表示感謝，向區宗杰致意。他承諾，堅決落實「一國兩制」，嚴格執行基本法，竭盡全力服務澳門市民，令澳門平穩過渡，邁向繁榮進步。他希望大家同心協力，團結一致，自強不息，共同建設未來。

### 澳督
正在葡萄牙首都里斯本的澳門總督韋奇立知道何厚鏵胜选之後發來賀電。他表示將予以充分合作，令澳門實現平穩過渡。

### 其他
本次選舉是澳門唯一一次有競爭者的行政長官選舉，之後每屆選舉都只有一個候選人，區宗傑遂成為澳門歷來唯一一位在特首選舉中挑戰其他候選人的人士。落選後區宗傑獲何厚鏵委任為立法會議員，2005年獲增補為全國政協委員。2019年，區宗傑接受媒體訪問時表示他早就知道澳門特首選舉實際上自第一屆開始就是「一人選舉」，並表示自己當年參選純粹是「年少無知」。

## 外部連結
- 官方網站（页面存档备份，存于）